# Walther Paucker

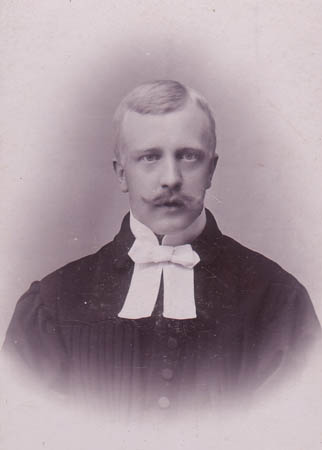
Walther Paucker

Walther Hugo Theodor Paucker (* 7. Märzjul. / 19. März 1878greg. im Pastorat von St. Simonis (estnisch Simuna), heute Landgemeinde Väike-Maarja, Estland; † 6. Januar 1919 in Wesenberg (estnisch Rakvere), Estland), war ein deutschbaltischer evangelischer Pfarrer. Er gilt in der Evangelischen Kirche in Deutschland als Märtyrer. 
Die Datumsangaben in diesem Artikel richten sich, wenn nicht anders angegeben, für den Zeitraum bis 1918 nach dem julianischen Kalender.

## Leben

### Herkunft
Walther Paucker wurde in eine alte estländische Theologenfamilie geboren. Sowohl sein Vater Eduard Paucker (1843–1921) als auch sein Großvater Hugo Richard Paucker (1807–1871) und sein Urgroßvater Heinrich Johann Paucker (1759–1819) waren Pfarrer von St. Simonis gewesen; die Gemeinde war 130 Jahre lang von Mitgliedern der Familie Paucker betreut worden. Walther Pauckers Mutter war Agnes Wilhelmine Alexandra Paucker, geb. Hoffmann (1855–1939), deren Bruder Theodor Hoffmann (1865–1919) ebenso wie Walther Paucker Pastor wurde und von Bolschewiki getötet wurde. Walther Paucker hatte vier Brüder und drei Schwestern. Walther war der Älteste unter den Geschwistern und wurde am 3. April 1878 getauft.

### Werdegang
Walther Paucker besuchte das Nikolaus I. Gymnasium in der estnischen Hauptstadt Tallinn (Reval). Am 23. Juli 1894 wurde er in St. Simonis konfirmiert. 
Von 1897 bis 1905 studierte er der Familientradition entsprechend Evangelische Theologie an der Kaiserlichen Universität Dorpat. Sein Probejahr legte er bei seinem Vater in St. Simonis ab.
Am 1. April 1907 wurde Paucker in der Tallinner Heiliggeistkirche ordiniert. Zunächst war er dort Adjunkt-Pfarrer, dann von 1907 bis 1919 Pastor secundarius der Gemeinde von Wesenberg. Dem Primarius half er insbesondere bei der Predigt und der Armenpflege.
Zu Beginn des Ersten Weltkrieges, als sein Vorgesetzter verreist war, betreute Paucker die Gemeinde allein. Als Pfarrer hatte er auch die Aufgaben eines Standesbeamten wahrzunehmen, was ihm wegen der Mobilisierung der Wehrfähigen immense Schreibarbeit einbrachte. Die Einberufenen und deren Angehörige stärkte und tröstete er. Zu dieser Zeit feierte er mit der Gemeinde allabendlich Gottesdienst, fast täglich mit Abendmahl. Die Hilfsbereitschaft des jungen Geistlichen in dieser Zeit gewann ihm die Sympathie seiner Gemeinde. Als Lehrer galt er als tüchtig und gütig, was sowohl seine Kollegen als auch seine Schüler für ihn einnahm. 
Wann immer es möglich war, reiste er in das nahe St. Simonis, um seinem Vater zu helfen. Auch hier wurde er sehr beliebt, und mithin als künftiger Nachfolger seines Vaters betrachtet. Im Herbst 1918, zu seinem 50-jährigen Amtsjubiläum, wurde dieser emeritiert, und Walther Paucker wurde tatsächlich zu seinem Nachfolger gewählt. Er nahm die Wahl gerne an. Für eine Übergangszeit blieb er noch in Wesenberg. Bevor er seine neue Stelle antreten konnte, zog sich die deutsche Armee aus Estland zurück. So kam es zur sowjet-russischen Besatzung Estlands. Vorsitzender der bolschewistischen Regierung des Landes wurde Jaan Anvelt. Wesenberg wurde am 16. Dezember 1918 besetzt. Dies veranlasste Viele zur Flucht, aber Paucker blieb während des Estnischen Freiheitskrieges bei seiner bisherigen Gemeinde. Seinen Eltern schrieb er, dass er sonst einem Hirten gleiche, der seine Herde verlässt, wenn der Wolf kommt, und drückte dabei seine Hoffnung auf die Hilfe Gottes aus.
Nur einen Tag später nahmen die Bolschewiki Paucker gefangen. Einer seiner früheren Konfirmanden, nun ein führender Kommunist, bot ihm die Flucht an. Paucker wollte seine Freilassung aber nur akzeptieren, wenn der Ex-Konfirmand auch dafür gesorgt hätte, dass er weiter frei seiner Gemeinde hätte dienen können. Da der junge Kommissar ihm diese Zusicherung nicht geben konnte, blieb der Pfarrer in Haft. 
Am 29. Dezember 1918 verbot die Regierung Anvelts die Abhaltung von Gottesdiensten in Estland.
Walther Paucker wurde nach dreiwöchiger Gefangenschaft, in der er seinen Mitgefangenen geistlichen Beistand leistete, am 6. Januar 1919 mit zahlreichen anderen Gefangenen zur Richtstätte gebracht. Er betete intensiv, auch für die anderen Gefangenen und diejenigen, die im Begriff waren, ihn zu töten. Dann sang er „Lasst mich gehen, lasst mich gehen, dass ich Jesum möge sehen“. Die anderen Gefangenen sangen mit, bis sie erschossen wurden. So wurde Walther Paucker im Alter von vierzig Jahren hingerichtet. Er blieb zeitlebens unverheiratet.

## Beerdigung
Zunächst kam Walther Paucker in ein Massengrab.
Als der Tischler Kuldwere hörte, dass sein Sohn, der den Bolschewiki angehörte, das Todesurteil gegen Paucker ebenfalls unterschrieben hatte, erlitt er einen Schlaganfall.
Nach dem Rückzug der bolschewistischen Truppen wurde Pauckers Leichnam zwei Wochen nach seinem Tod exhumiert und in die Wesenberger Kirche gebracht. Sein betagter Vater und befreundete Pastoren leiteten den Trauergottesdienst in der vollständig besetzten Kirche. Der Gottesdienst wirkte wie eine Siegesfeier. Seine sterblichen Überreste wurden unter großem öffentlichen Interesse, von zahllosen Wesenberger Gemeindemitgliedern begleitet, mit Gesang von Auferstehungsliedern, darunter Jerusalem, du hochgebaute Stadt, nach St. Simonis übergeführt. Die Gemeinde nahm an der Stadtgrenze von ihm Abschied und sprach ihm ihren Dank zu. Viele berührten seinen Sarg und sprachen ein stilles Gebet. 
Die Kirchenältesten von St. Simonis nahmen den Verstorbenen, dessen Wahl zum Pfarrer dieses Ortes zwischenzeitlich bestätigt worden war, in Empfang. Oskar Schabert wertete in seinem Baltischen Märtyrerbuch Pauckers Tod als „erste und gewaltigste Predigt“ des Pfarrers für seine neue Gemeinde über Treue bis in den Tod und den Glauben, der die Welt überwindet. Walther Paucker liegt nun auf dem Friedhof von St. Simonis begraben.

## Weitere Opfer
Die Herrschaft Anvelts war von zahlreichen Racheakten und Massakern in Wesenberg und Tartu geprägt, denen außer Paucker auch der russisch-orthodoxe Bischof von Tallinn, Platon Kulbusch (2000 heiliggesprochen), und die lutherischen Pastoren Traugott Hahn (seit 1969 im Evangelischen Namenkalender geführt) und Moritz Wilhelm Paul Schwartz zum Opfer fielen. 
Während der Besetzung Wesenbergs durch die Bolschewiki wurden neben Paucker getötet:
- Frau von Samson (geborene Hehn)
- Frau von Rehekampff (geborene Hehn)
- Fräulein Janette Wrangell (aus Tolks)
- Fräulein Harriet Auguste Alexandrine Julie von zur Mühlen (* 13. Mai 1871 in Odenkat, † 6. Januar 1919)
- Dr. Moritz Luig (aus Kunda)
- Artur von Hesse (früher Akzise)
- Herr Eisenberg (Kaufmann)
- Leopold Aron (Posthalter)[2][3]

## Rigaer Märtyrerstein
Zur Erinnerung an Paucker und andere baltische Märtyrer wurde auf dem Großen Friedhof in Riga in den 1920er Jahren neben der Neuen Kapelle der Rigaer Märtyrerstein errichtet. Es handelte sich dabei um einen Obelisken aus schwarzem Granit, auf dem im oberen Bereich die Namen der im Rigaer Zentralgefängnis getöteten Pastoren (siehe dazu den Artikel über Marion von Klot, die dabei ebenfalls getötet wurde) und im unteren Bereich die Namen von 32 weiteren geistlichen Opfern, darunter Paucker, aufgelistet waren. Die Inschrift lautete:
„Hebr. 13.7 Gedenket an eure Lehrer: Die Pastoren Bergengruen, Doebler, Eckhardt, Hoffmann, Savary, Scheuermann, Taube, E. Treu, die am 22. Mai 1919 in Riga den Zeugentod erlitten. Außer diesen starben als Märtyrer in den baltischen Landen während der Zeit der bolschewistischen Schreckensherrschaft und Christenverfolgung 1918/1919 die Pastoren Adolphi, Berg, Bernewitz, Bielenstein, Bosse, Gilbert, Grüner, Prof. Hahn, Haßmann, Hesse, Jende, Marnitz, Moltrecht, Paucker, Rutkowski, Scheinpflug, Schlau, Schwartz, Strautmann, P. Treu, Tschischko, Uhder, Wühner, Wachsmuth. Das Blut der Märtyrer ist die Saat der Kirche. Als Confessore starben in dieser Zeit die Pastoren Bidder, Cleemann, Frese, Geist, Gross, Kaspar, Rosenberg, Walter. Wer beharrt bis ans Ende, der wird selig. Matth. 24.13“ (Zu den Bibelzitaten siehe Hebr 13,7  und Mt 24,13 .)
Nach dem Zweiten Weltkrieg wurde der Stein von der sowjetischen Verwaltung zerstört. Im Zuge der Bestrebungen, den Großen Friedhof wiederherzustellen, konnte auch der Märtyrerstein im Jahre 2006 neu eingeweiht werden.

## Gedenktag
Die Evangelische Kirche in Deutschland erinnert mit einem Gedenktag im Evangelischen Namenkalender am 6. Januar an Walther Paucker.
Der Gedenktag wurde zunächst von Jörg Erb für sein Buch Die Wolke der Zeugen (Kassel 1951/1963, Bd. 4, Kalender auf S. 508–520) eingeführt. Die Evangelische Kirche in Deutschland übernahm im Jahre 1969 diesen Gedenktag in den damals eingeführten Namenkalender.